# 수송나물
수송나물은 제주도와 한반도 황해안에 분포하고, 일본, 중국, 러시아에도 분포한다. 바닷가 갯벌이나 모래땅 등의 소금기 있는 곳에서 자라는 한해살이풀이다. 키는 10~40cm 정도이며 가지가 많이 갈라진다. 어긋나기로 달리는 잎은 다소 통통한 모양이며, 끝이 가시처럼 뾰족하다. 어린순은 나물로도 먹는다. 꽃은 옅은 녹색을 띠며, 7~8월 무렵 잎겨드랑이에 한 송이씩 달린다.